# Michał Kazimierz Ogiński

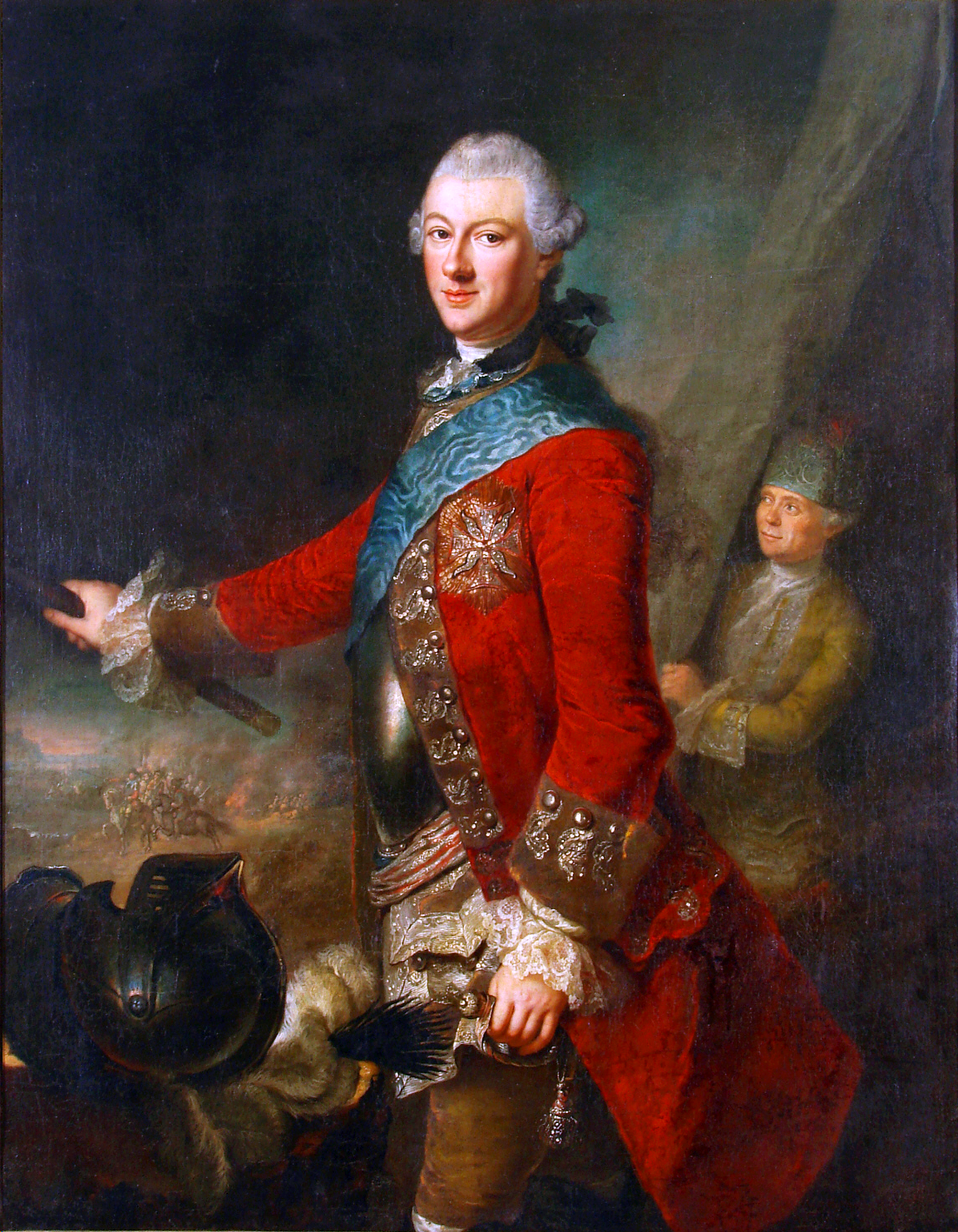
Retrato de Michał Kazimierz Ogiński, hecho por Anna Rosina de Gasc en 1755.

Michał Kazimierz Ogiński (Varsovia 1731, Slonim, 3 de mayo de 1799) erudito polaco-lituano.
Nacido en el seno de una ilustre familia lituana, Oginski, asumió diversas funciones civiles tras una eximia carrera militar en la que llegó a ser gran general de Lituania. Poseedor de una inmensa fortuna, hizo un noble uso de ella invirtiendo en sabios y artistas de renombre a quienes acogía en su castillo de Slonim, que servía además de centro de encuentro de la alta nobleza. Pero este tipo de vida duró hasta 1771 momento en el que comenzaba la invasión rusa. Todos sus bienes fueron confiscados entonces y fue forzado a expatriarse no pudiendo regresar hasta 1776. Ogiński era miembro del Partido Patriótico, sin embargo tras la derrota de su facción en la Guerra ruso-polaca de 1792, se retiró de su puesto. 
Además de ser un gran mecenas, él mismo cultivaba varias artes como la pintura, el diseño y sobre todo la música, dominaba varios instrumentos, y L'Encyclopédie con la que contribuyó escribiendo el artículo sobre el arpa le atribuye la invención de pedales para este instrumento. Entre sus escritos además destaca su obra teatral de cinco actos La fiesta del día del nombre, escrita en polaco.
Retirado de sus asuntos públicos vivió de su jubilación hasta su muerte. Sin heredero directo, legó sus aún considerables bienes a pesar de tantos traspiés a su sobrino Michel-Cléophas. 
El canal Oginski que abre la comunicación entre el mar Báltico y el mar del Norte lleva su nombre como homenaje del pueblo lituano.